# Nordlig laxtobis
Nordlig laxtobis (Paralepis coregonoides) är en till laxtobisfiskarnas familj hörande fiskart som lever i de flesta av världens tempererade och tropiska hav.

## Utseende
En mycket långsmal, barracudaliknande fisk med spetsigt huvud, stora ögon och en stor mun. Bukfenorna och ryggfenan är placerade långt bak. Den längsta fenan är analfenan, som har 22 till 24 fenstrålar. Nära stjärtfenan har den en liten fettfena. Längs sidolinjen har den två rader med perforerade fjäll. Längden kan nå upp till 50 cm..

## Vanor
Den nordliga laxtobisen är en pelagisk fisk som lever från 50 till över 1 000 meters djup. Födan består av småfisk, räkor och till viss del plankton. Den leker under mars till september; larverna håller sig nära ytan.

## Utbredning
Arten finns i norra Atlanten från Newfoundland, södra Grönland, södra Island och södra Norge till Georgia, västra Medelhavet och Västafrika. Den undviker större delen av Nordsjön, men har påträffats vid danska kusten ett fåtal gånger.

## Taxonomi
Arten har två underarter:
- Paralepis coregonoides coregonoides Risso, 1820
- Paralepis coregonoides borealis Reinhardt, 1837[1]